# Brachythecium tenellum
Brachythecium tenellum là một loài Rêu trong họ Brachytheciaceae. Loài này được (Dicks.) Kindb. mô tả khoa học đầu tiên năm 1894.